# スーシティ・エクスプローラーズ
スーシティ・エクスプローラーズ（Sioux City Explorers）は、プロ野球独立リーグのアメリカン・アソシエーション（西地区）に所属するプロ野球チーム。本拠地はアメリカ合衆国アイオワ州スーシティ。

## 歴史
1993年に創設され、同年から独立リーグのノーザンリーグに加盟した。
1995年には、西武ライオンズから西口文也と富岡久貴が野球留学した。
2006年にアメリカン・アソシエーションに移籍した。
創設以来まだリーグ優勝はない。

## 所属選手

### 過去の主な所属選手
- 西口文也（1995、元:西武）
- 富岡久貴（1995、元:西武、広島、横浜、楽天）
- トニー・ミッチェル（2002、元:ダイエー）
- デジ・ウィルソン（2003、2004、元:ジャイアンツ、阪神）
- 井野口祐介（2012、元:富山、現:群馬）
- テイラー・スコット（2016、元:広島）
- ディーン・グリーン（2018 - 2019、元:ヤクルト）